# Гат (вірменська літера)
Ղ, ղ (гат, вірм. ղատ) — вісімнадцята літера вірменської абетки.
Позначає звук /ɮ/ у класичній вірменській мові (у східному і західному діалектах — /ʁ/).
Числове значення — 90.
В Юнікоді має такі коди: U+0542 для Ղ, U+0572 для ղ. В інших типах кодування відсутня.
| Вірменська абетка | Вірменська абетка |
| --- | ----------------- |
| Ա · Բ · Գ · Դ · Ե · Զ · Է · Ը · Թ · Ժ · Ի · Լ · Խ · Ծ · Կ · Հ · Ձ · Ղ Ճ · Մ · Յ · Ն · Շ · Ո · Չ · Պ · Ջ · Ռ · Ս · Վ · Տ · Ր · Ց · Ւ · Փ · [[Ке (вірменська літера)\|АплКо |                   |